# Szürke dió
A szürke dió vagy vajdió (Juglans cinerea) a diófák (Juglans) nemzetségébe tartozó növényfaj.

## Előfordulása
A szürke dió az Amerikai Egyesült Államok keleti- és Kanada délkeleti részén honos. Québec déli részén megtalálható, nyugaton Minnesotáig, délen Alabama északi-, délnyugaton Arkansas északi részéig elterjedt. Az Egyesült Államok déli részén általában nem fordul elő.

## Megjelenése
Lombhullató, egylaki fa. 20 (ritkán 30) méter magasra nő, törzsének átmérője 40–80 cm. Kérge világosszürke.
A levelek 40–70 cm hosszúak, összetettek, szórt levélállásúak, páratlanul szárnyaltak. A levélkék száma 11–17, 5–10 cm hosszúak és 3–5 cm szélesek, hosszúkás-lándzsás alakúak, szélük aprón fogazott, pelyhesek.
Virága sárgászöld barka, a levelekkel egyidőben későn jelenik meg.
Termése hosszúkás, citrom alakú, sárgászöld burok, benne szabálytalanul barázdált felszínű dióval.